# Pelileo (kanton)
Pelileo – kanton w prowincji Tungurahua, w Ekwadorze. Stolicą kantonu jest Pelileo.